# Salomé Pradas Ten
Salomé Pradas Ten (Castellón de la Plana, 10 de septiembre de 1978) es una abogada y política española del Partido Popular, senadora por Castellón en las XI-XII-XIII-XIV legislaturas, fue portavoz del PP en la Comisión Constitucional del Senado, y ha sido portavoz adjunta y secretaria general del Grupo Parlamentario Popular en el Senado. Tras haber ocupado el cargo de consejera de Medio Ambiente, Agua, Infraestructuras y Territorio de la Generalidad Valenciana, desde julio de 2024 hasta noviembre del mismo año fue consejera de Justicia e Interior.
En 2000 se licenció en Derecho en la Universidad Jaime I y desde el 2001 es abogada ejerciente del Ilustre Colegio de Abogados de Castellón. Asimismo, desde el 2008 es profesora asociada del Departamento de Derecho Privado de la Universidad Jaime I de Castellón, donde imparte clases de Derecho mercantil. Militante del Partido Popular, es vicesecretaria de relaciones institucionales de la junta local del PP de Castellón, portavoz del PP de la provincia de Castellón y vicesecretaria de infraestructuras, empleo y emprendimiento del Partido Popular de la Comunitat Valenciana.
En abril de 2014 fue nombrada directora general de Medio Natural de la Consejería de Infraestructuras, Territorio y Medio Ambiente de la Generalidad Valenciana, cargo que desempeñó hasta junio de 2015. En las elecciones municipales españolas de 2015 fue elegida concejala del Ayuntamiento de Castellón, y en las elecciones generales españolas de 2015, elegida senadora por Castellón y reelegida en las de 2016 y de 2019.
En mayo de 2023, tras las elecciones a las Cortes Valencianas, fue elegida diputada por Castellón. En noviembre de 2024 fue destituida de su cargo por el presidente de la Generalidad Valenciana Carlos Mazón debido a su polémica gestión de las inundaciones de la DANA de finales del mes anterior.